# العلاقات الإسبانية الإسرائيلية
العلاقات الإسبانية الإسرائيلية هي العلاقات الثنائية التي تجمع بين إسبانيا وإسرائيل. ولدى الدولنان علاقات دبلوماسية من عام 1988، لدى إسرائيل سفارة في مدريد. ولدى إسبانيا سفارة في تل أبيب، وقنصلية فخرية في حيفا. وهناك أيضًا قنصلية عامة في القدس عامة والتي تعمل كبعثة دبلوماسية إلى مدينة القدس (بما في ذلك القدس الغربية والشرقية) وغزة وأراضي الضفة الغربية. بالإضافة إلى كون كلا الدولتان دولتين عضوين في الأمم المتحدة، فإن كلا البلدين عضوان في الاتحاد من أجل المتوسط.

## التاريخ

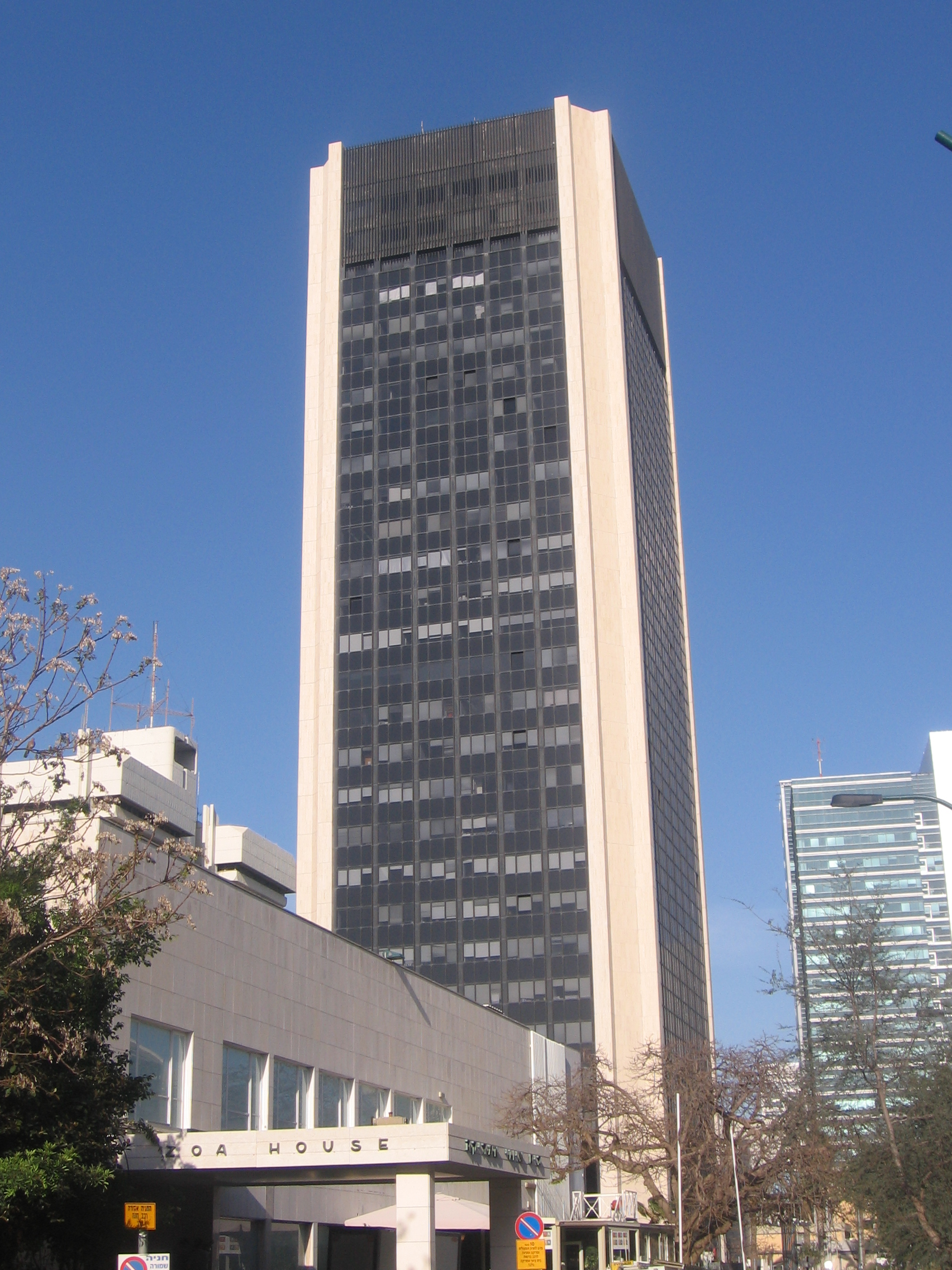
السفارة الإسبانية في تل أبيب

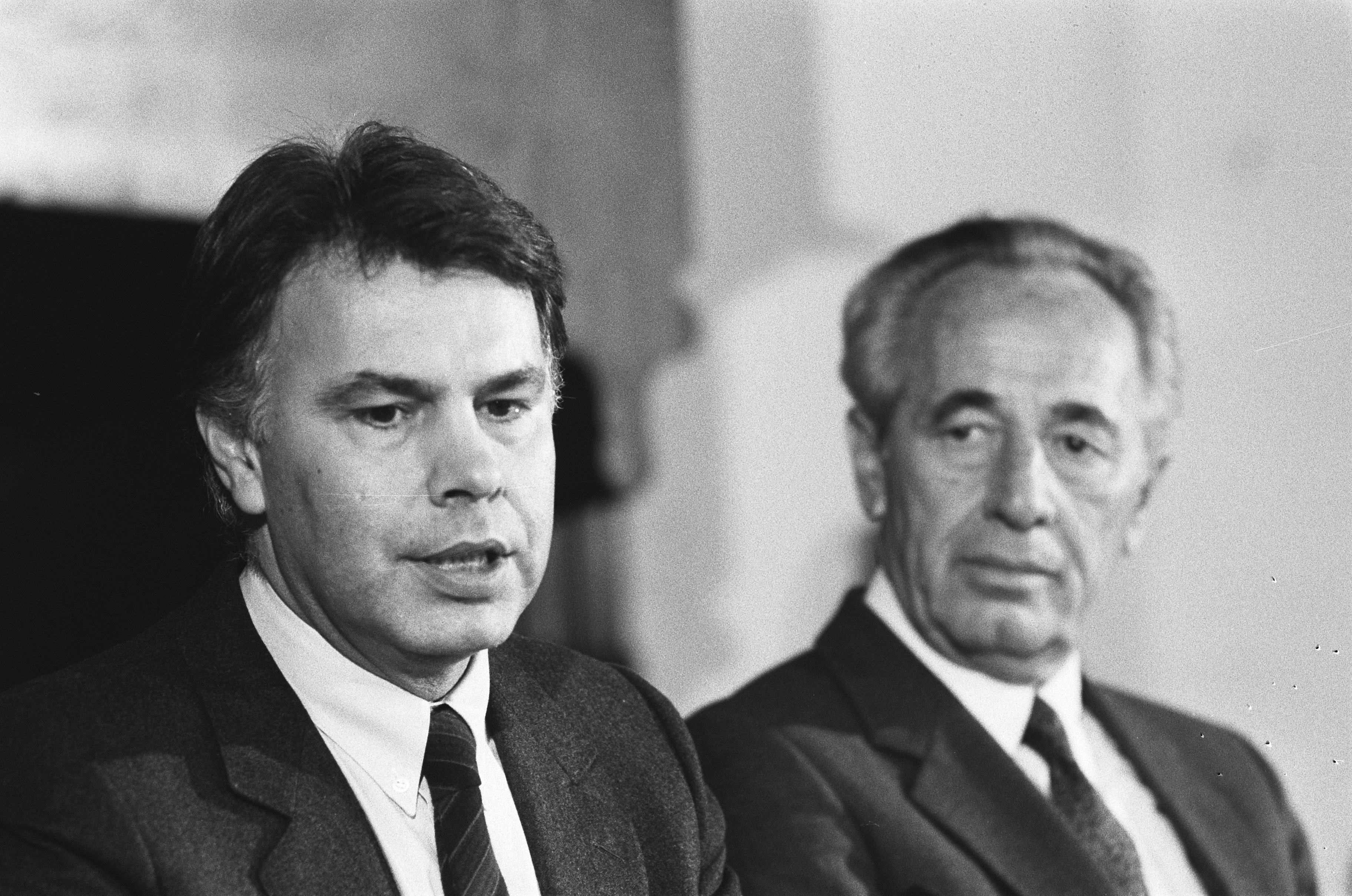
فيليبي غونزاليس وشمعون بيريز في يناير 1986

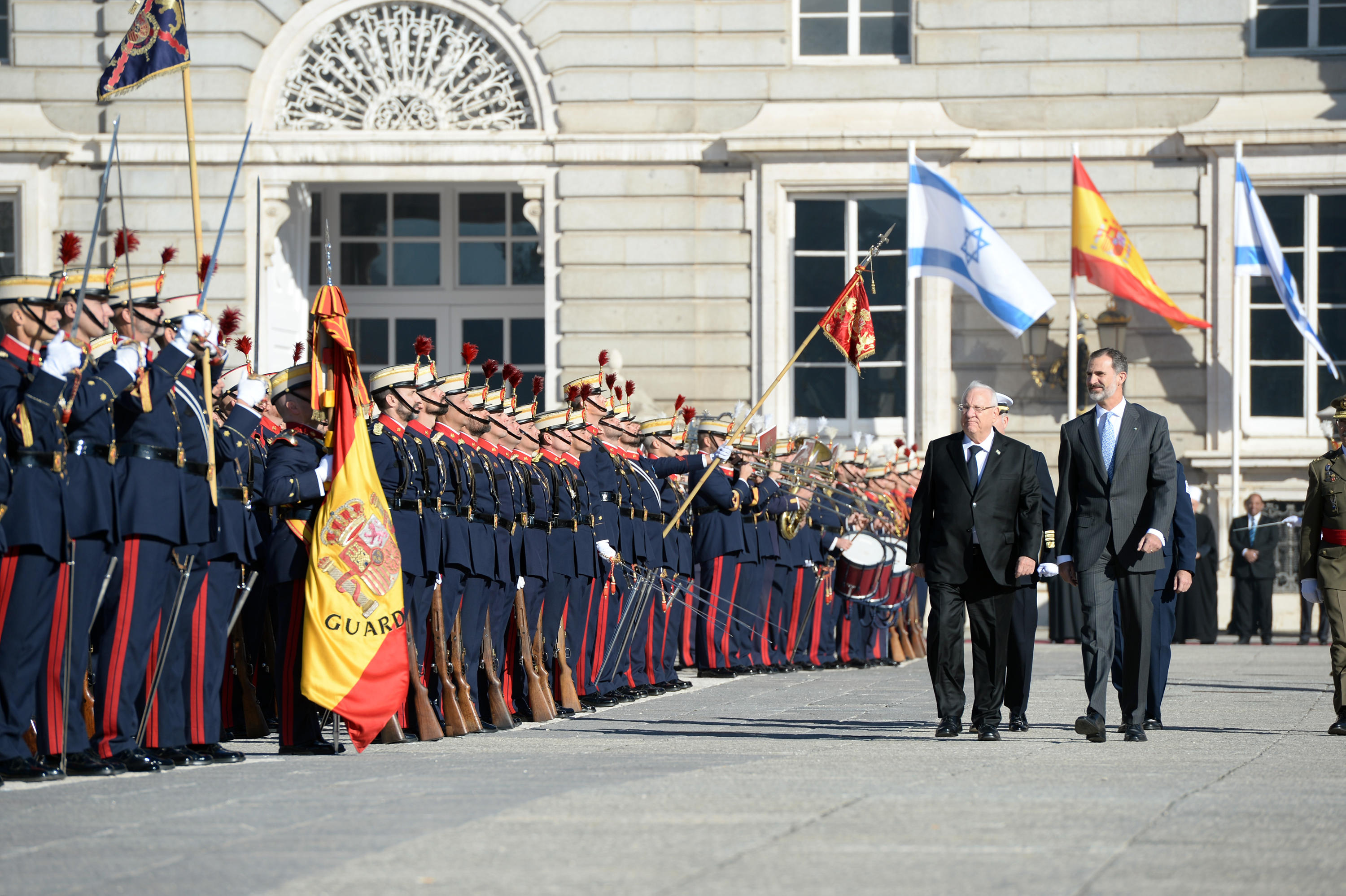
زيارة دولة لرئيس إسرائيل رؤوفين ريفلين إلى إسبانيا في عام 2017.

تم تحديد السياسة الإسبانية تجاه الشرق الأوسط من خلال طبيعة نظام الفرانكو، وسياسات ما بعد الحرب العالمية الثانية. قدم فرانكو بعض المبادرات تجاه إسرائيل ولكنه لم يعترف بها، ويرجع ذلك جزئيًا إلى أن حكومة الأخيرة لم تكن مهتمة بالاعتراف بها من قبل مثل هذا النظام. نشأ هذا الرفض الصريح من دولة إسرائيل التي تم إنشاؤها حديثًا تجاه الديكتاتورية الفرانكوية من السياسة الداخلية والأسباب الأيديولوجية. في عام 1949، صوتت دولة إسرائيل ضد رفع العقوبات المفروضة على إسبانيا في الجمعية العامة للأمم المتحدة بسبب تعاطف النظام الفرانكو ودعمه المادي لدول المحور. مهد العداء بين البلدين الطريق أمام إسبانيا لتعزيز العلاقات مع الدول العربية غير المنحازة (تغذية سرد ما يسمى "الصداقة الإسبانية العربية التقليدية")، مما ساعد إسبانيا على التغلب على العزلة الدولية. كان حجر الزاوية في الصداقة العربية الإسبانية هو عدم الاعتراف بإسرائيل. في هذه السنوات، نُشرت عدة طبعات من التشهير المعادي للسامية لبروتوكولات حكماء صهيون في إسبانيا، ووجدت استقبالًا إيجابيًا كحقيقة واقعية بين الفصائل الأكثر تطرفًا في النظام. وعلى الرغم من عدم وجود علاقات دبلوماسية، ساعدت حكومة فرانكو في الهجرة اليهودية من المغرب في الستينيات، وخلال حرب الأيام الستة في عام 1967، أصدرت وثائق مرور لليهود المصريين، مما مكنهم من الهجرة.تاريخ اليهود في مصر
لقد خلقت وجهات النظر المؤيدة للعرب في نظام فرانكو السابق موقفًا كان من الصعب جدًا التغلب عليه حتى بعد التحول إلى الديمقراطية. أعلنت أول حكومة إسبانية بعد وفاة فرانكو، برئاسة أدولفو سواريز، أنها لن تعترف بإسرائيل ما لم تنسحب من الضفة الغربية وتسمح بإنشاء دولة فلسطينية.
وبعد استقالة سواريز في عام 1981، بدا رئيس الحكومة الإسبانية الجديد ليوبولدو كالفو سوتيلو ميالاً إلى تدشين العلاقات بين إسبانيا وإسرائيل، ولكن هذا كان لابد أن ينتظر حتى الحكومة التالية بسبب الموقف المؤيد للعرب لوزير الخارجية خوسيه بيدرو بيريز يوركا، الذي جادل ضد الاعتراف بسبب المخاوف من فرض حظر نفطي كإجراء انتقامي من قبل الدول العربية.

## حرب غزة

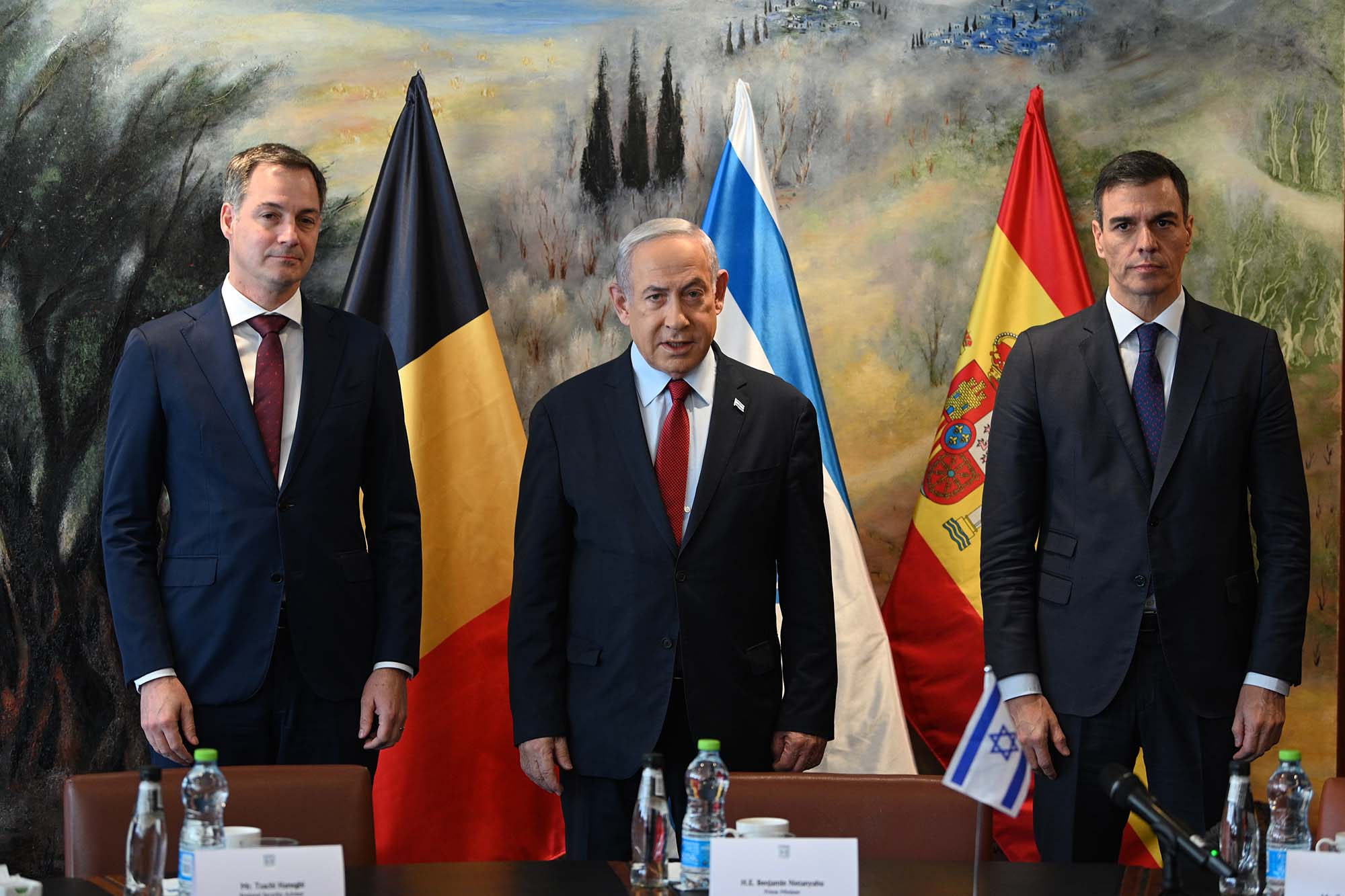
رئيس الوزراء بيدرو سانشيز مع رئيس الوزراء البلجيكي ألكسندر دي كرو ورئيس الوزراء الإسرائيلي بنيامين نتنياهو خلال الزيارة الرسمية في نوفمبر 2023.

في أكتوبر 2023، أثناء حرب غزة، أعلنت وزيرة الشؤون الاجتماعية الإسباني إيوني بيلارا أنه يجب تقديم رئيس الوزراء الإسرائيلي بنيامين نتنياهو أمام المحكمة الجنائية الدولية لارتكابه جرائم حرب.
في 22 مايو 2024، أعلنت إسبانيا اعترافها بدولة فلسطين اعتبارًا من 28 مايو 2024. رحبت الرئاسة الفلسطينية بالقرار. وفي 27 مايو 2024، أرسلت وزارة الخارجية الإسرائيلية برقيةً إلى القنصلية الإسبانية العامة في القدس تحظر عليها تقديم أي خدمات لسكان الأراضي الفلسطينية اعتبارًا من بداية شهر يونيو 2024. كما حذرتها من إجراءات أخرى إذا ما تم تطبيق التعليمات.
في 28 مايو 2024، بدأ سريان قرار إسبانيا الاعتراف بدولة فلسطين الذي أعلن عنه في 22 مايو 2024 وذلك على حدود حرب 1967.

## مقارنة بين البلدين
هذه مقارنة عامة ومرجعية للدولتين:
| وجه المقارنة                                              | إسبانيا                                                                             | إسرائيل                                                             |
| --------------------------------------------------------- | ----------------------------------------------------------------------------------- | ------------------------------------------------------------------- |
| المساحة (كم2)                                             | 505.99 ألف                                                                          | 20.77 ألف                                                           |
| عدد السكان (نسمة)                                         | 46.73 مليون                                                                         | 8.89 مليون                                                          |
| الكثافة السكانية (ن./كم²)                                 | 92.35                                                                               | 428.02                                                              |
| العاصمة                                                   | مدريد                                                                               | القدس                                                               |
| اللغة الرسمية                                             | اللغة الإسبانية، اللغة الغاليسية، لغة بشكنشية، اللغة الكتالونية، اللغة الأوكسيتانية | اللغة العبرية، اللغة العربية                                        |
| العملة                                                    | يورو، بيزيتا إسبانية                                                                | شيكل إسرائيلي جديد، شيكل إسرائيلي قديم، جنيه فلسطيني، جنيه إسرائيلي |
| الناتج المحلي الإجمالي (بليون دولار)                      | 1.31 تريليون                                                                        | 350.85 مليار                                                        |
| الناتج المحلي الإجمالي (تعادل القوة الشرائية) بليون دولار | 1.77 تريليون                                                                        | 306.51 مليار                                                        |
| الناتج المحلي الإجمالي الاسمي للفرد دولار أمريكي          | 28.16 ألف                                                                           | 35.73 ألف                                                           |
| الناتج المحلي الإجمالي للفرد دولار أمريكي                 | 38.00 ألف                                                                           | 36.58 ألف                                                           |
| مؤشر التنمية البشرية                                      | 0.876                                                                               | 0.899                                                               |
| رمز المكالمات الدولي                                      | +34                                                                                 | +972                                                                |
| رمز الإنترنت                                              | .es                                                                                 | .il                                                                 |
| المنطقة الزمنية                                           | ت ع م+01:00، ت ع م+02:00                                                            | توقيت إسرائيل، Israel Summer Time ‏                                  |

## مدن متوأمة
في ما يلي قائمة باتفاقيات التوأمة بين مدن إسبانية وإسرائيلية:
- ترتبط لوغو مع يوكنعام باتفاقية توأمة.
- ترتبط تطيلة مع طبريا باتفاقية توأمة.
- ترتبط كاستيلريلو ماتاجودايوس مع كفر فراديم [الإنجليزية]‏ باتفاقية توأمة.
- ترتبط برشلونة مع تل أبيب باتفاقية توأمة منذ 1990.
- ترتبط أليكانتي مع هرتسليا باتفاقية توأمة منذ 1 ديسمبر 1995.
- ترتبط طليطلة مع صفد باتفاقية توأمة منذ 1978.
- ترتبط بنيدورم مع إيلات باتفاقية توأمة.
- ترتبط قصرش مع نتانيا باتفاقية توأمة.

## منظمات دولية مشتركة
يشترك البلدان في عضوية مجموعة من المنظمات الدولية، منها:
| علم المنظمة | اسم المنظمة                               | تاريخ انضمام إسبانيا | تاريخ انضمام إسرائيل |
| ----------- | ----------------------------------------- | -------------------- | -------------------- |
|             | مؤسسة التنمية الدولية                     | 18 أكتوبر 1960       | 22 ديسمبر 1960       |
|             | منظمة التعاون الاقتصادي والتنمية          | ?                    | 7 سبتمبر 2010        |
|             | الأمم المتحدة                             | 14 ديسمبر 1955       | 11 مايو 1949         |
|             | منظمة التجارة العالمية                    | ?                    | 21 أبريل 1995        |
|             | منظمة الشرطة الجنائية الدولية             | ?                    | ?                    |
|             | المركز الدولي لتسوية المنازعات الاستشارية | 17 سبتمبر 1994       | 22 يوليو 1983        |
|             | الاتحاد الدولي للاتصالات                  | 1866                 | 24 يونيو 1948        |
|             | الفريق المعني برصد الأرض                  | ?                    | ?                    |
|             | البنك الدولي للإنشاء والتعمير             | 15 سبتمبر 1958       | 12 يوليو 1954        |
|             | الاتحاد البريدي العالمي                   | ?                    | ?                    |
|             | مؤسسة التمويل الدولية                     | 24 مارس 1960         | 26 سبتمبر 1956       |
|             | وكالة ضمان الاستثمار متعدد الأطراف        | 29 أبريل 1988        | 21 مايو 1992         |
|             | يونسكو                                    | 30 يناير 1953        | 16 سبتمبر 1949       |

## أعلام
هذه قائمة لبعض الشخصيات التي تربطها علاقات بالبلدين:
- ميري ريغيف (سياسية إسرائيلية، 26 مايو 1965 – )

## وصلات خارجية
- موقع وزارة الخارجية الإسبانية
- موقع وزارة الخارجية الإسرائيلية